# Иваново (Весьегонский район)
Иваново (Иван-Погост, карел. Ivanova) — деревня в Весьегонском районе Тверской области. Административный центр Ивановского сельского поселения.
Бывшая центральная усадьба колхоза «Восход», до этого колхоза «Вперед к коммунизму».

## География
Деревня расположена на левом берегу реки Кесьма. На западе располагается остановочный пункт Ивановские казармы железной дороги.
Находится на пересечении шоссе 28К-0058 Весьегонск — Красный Холм с автодорогой 28Н-0204 Михалёво — Иваново и автодорогой 28Н-0194 Иваново — Дюдиково.
На юго-западе располагается деревня Збрындино, на западе — деревня Бор. На востоке располагается деревня Восход, на северо-востоке — деревня Погорелово.

## История
Село Иван Погост Шипинской волости упоминается в «Докладном судном списке...» 1540 г. (42; № 63). Там же упоминается, что село уже существовало во второй половине XV века при угличском князе Андрее Васильевиче Большом (Горяй). 
В 1628 году сельцо Иваново числится во владении Ивана Владимировича Нелединского. На 1677 год — вотчина стольника Юрия Яковлевича Хилкова. Перешло во владение Чаадаевых как приданое дочери Хилкова, Хилковой Екатерины Юрьевны до 2-й ревизии (1745 года).
В 1870 (1877?) году из деревни Михалёво переносят земское училище. В 1969 году строительство нового здания школы, после переноса восьмилетних школ из Арефино и Михалёво. В 2015 году школа была закрыта.
В 1862 году была построена Троицкая часовня (не сохранилась). До 1918 года деревня относилась к Титовскому приходу. На данный момент в Иваново располагается часовня Архангела Михаила.
Указом Президиума Верховного Совета РСФСР от 5 февраля 1941 года населённый пункт Иван-Погост Овинищенского района Калининской области переименован в населённый пункт Ивановка. 
В дальнейшем деревня стала именоваться Иваново, возможно, из-за увеличения числа жителей населённого пункта, связанного с переселением людей из зоны затопления Рыбинского водохранилища.

## Население
| 1859 | 1889 | 1919 | 1997 | 2010 |
| ---- | ---- | ---- | ---- | ---- |
| 242  | ↗259 | ↗322 | ↘212 | ↘181 |